# Алтино
Алтѝно (на италиански: Altino, на местен диалект Davëdìnë, Давъдинъ) е малко градче и община в Южна Италия, провинция Киети, регион Абруцо. Разположен е на 345 m надморска височина. Населението на общината е 2977 души (към 2010 г.).